# Bosnyák Benedek
Bosnyák Benedek (Balatoncsehi, 1750. szeptember 24. – Zamárdi, 1809. december 15.) benedek rendi pap.

## Élete
1770. november 25-én lépett a rendbe, és 1775. március 26-án pappá szentelték fel. 1802-től a zamárdi plébánia adminisztrátora volt.

## Munkái
- Mappa super possessione Nagybaráti. Transsumpta ad apicem ex vetusta originali Jos. Rixner. Comaromii, 1781
- A szentséges szűz Máriának boldog halálra készítő heti tisztelete. Pest, 1798 (névtelenűl. 2. kiadás. Veszprém, 1802)
- A Pannonhalmi Bencés Főapátság könyvtárában őrzik még egy rajzát, Kelet-India térképét, melyet 1780-ban Komáromban készített.